# Schareckalm
Die Schareckalm ist eine Alm in der Gemeinde Bad Gastein im österreichischen Bundesland Salzburg.

## Lage und Charakteristik
Die Schareckalm liegt im Naßfelder Tal an den nordöstlichen Ausläufern des Aperen Scharecks in der Goldberggruppe. Sie befindet sich in der Ortschaft Bad Gastein, in der Katastralgemeinde Böckstein und im Landschaftsschutzgebiet Gasteiner-Tal. Sie ist dem Lothringerhof in Dorfgastein zugehörig. Östlich der Schareckalm fließt die Naßfelder Ache. Am Fluss erstreckt sich ein Niedermoor. Die Gamswild-Ruhezone Neuwirthsteig südwestlich der Alm darf von 1. Dezember bis 31. Mai nicht betreten werden.
Die alte Almhütte steht auf einer Höhe von 1596 m ü. A. Das Erdgeschoß ist mit Steinen gemauert. Darauf setzt ein Ansdach mit Scharschindeln auf. Im Erdgeschoß gibt es eine Stube, eine Küche und einen Stall, im Dachgeschoß Schlafzimmer. Neben der alten Schareckhütte befindet sich ein gemauerter Steinbau jüngeren Datums mit Holzdachstuhl und Glockentürmchen. Auf der Schareckalm wird witterungsabhängig von Mitte Juni bis Mitte September eine Jausenstation mit Speisen aus eigener Erzeugung betrieben. Bei der Alm verläuft der Weitwanderweg Rupertiweg.

## Geschichte
Die alte Almhütte wurde Anfang der 1870er Jahre erbaut.